# Hahnia
Genre
Synonymes
- Scotussa Simon, 1898
- Muizenbergia Hewitt, 1915
- Hahnistea Chamberlin & Ivie, 1942
- Hahniops Roewer, 1942
- Simonida Schiapelli & Gerschman, 1958
- Unzickeria Lehtinen, 1967
- Spinihahnia Wunderlich, 2004

Hahnia est un genre d'araignées aranéomorphes de la famille des Hahniidae.

## Distribution
Les espèces de ce genre se rencontrent sur tous les continents sauf aux pôles.

## Liste des espèces
Selon World Spider Catalog (version 25.5, 20/07/2024) :
- Hahnia abrahami (Hewitt, 1915)
- Hahnia alini Tikader, 1964
- Hahnia anophthalma Barrientos & Mederos, 2024
- Hahnia arizonica Chamberlin & Ivie, 1942
- Hahnia banksi Fage, 1938
- Hahnia barbara Denis, 1937
- Hahnia barbata Bosmans, 1992
- Hahnia benoiti Bosmans & Thijs, 1980
- Hahnia biapophysis Huang & Zhang, 2017
- Hahnia breviducta Bosmans & Thijs, 1980
- Hahnia caelebs Brignoli, 1978
- Hahnia cameroonensis Bosmans, 1987
- Hahnia cervicornata Wang & Zhang, 1986
- Hahnia chaoyangensis C. D. Zhu & S. F. Zhu, 1983
- Hahnia cinerea Emerton, 1890
- Hahnia clathrata Simon, 1898
- Hahnia corticicola Bösenberg & Strand, 1906
- Hahnia crozetensis Hickman, 1939
- Hahnia deiocesi Zamani & Marusik, 2021
- Hahnia dewittei Bosmans, 1986
- Hahnia dongi Huang & Zhang, 2017
- Hahnia eburneensis Jocqué & Bosmans, 1982
- Hahnia eidmanni (Roewer, 1942)
- Hahnia falcata Wang, 1989
- Hahnia flaviceps Emerton, 1913
- Hahnia gigantea Bosmans, 1986
- Hahnia glacialis Sørensen, 1898
- Hahnia harmae Brignoli, 1977
- Hahnia hauseri Brignoli, 1978
- Hahnia helveola Simon, 1875
- Hahnia heterophthalma Simon, 1905
- Hahnia himalayaensis Hu & Zhang, 1990
- Hahnia implexa Seo, 2017
- Hahnia inflata Benoit, 1978
- Hahnia innupta Brignoli, 1978
- Hahnia insulana Schenkel, 1938
- Hahnia jiangkou Gan, Wang & Mi, 2023
- Hahnia jocquei Bosmans, 1982
- Hahnia laodiana Song, 1990
- Hahnia larseni Marusik, 2017
- Hahnia laticeps Simon, 1898
- Hahnia lehtineni Brignoli, 1978
- Hahnia leopoldi Bosmans, 1982
- Hahnia linderi Wunderlich, 1992
- Hahnia lobata Bosmans, 1981
- Hahnia maginii Brignoli, 1977
- Hahnia major Benoit, 1978
- Hahnia manengoubensis Bosmans, 1987
- Hahnia martialis Bösenberg & Strand, 1906
- Hahnia mauensis Bosmans, 1986
- Hahnia michaelseni Simon, 1902
- Hahnia molossidis Brignoli, 1979
- Hahnia montana Seo, 2017
- Hahnia mridulae Tikader, 1970
- Hahnia musica Brignoli, 1978
- Hahnia naguaboi (Lehtinen, 1967)
- Hahnia nava (Blackwall, 1841)
- Hahnia ngai Rivera-Quiroz, Petcharad & Miller, 2020
- Hahnia nigricans Benoit, 1978
- Hahnia nobilis Opell & Beatty, 1976
- Hahnia obliquitibialis Bosmans, 1982
- Hahnia okefinokensis Chamberlin & Ivie, 1934
- Hahnia ononidum Simon, 1875
- Hahnia oreophila Simon, 1898
- Hahnia ovata Song & Zheng, 1982
- Hahnia petrobia Simon, 1875
- Hahnia pinicola Arita, 1978
- Hahnia pusilla C. L. Koch, 1841
- Hahnia pusio Simon, 1898
- Hahnia pyriformis Yin & Wang, 1984
- Hahnia quadriseta Galán-Sánchez & Álvarez-Padilla, 2017
- Hahnia rimiformis Zhang, Li & Pham, 2013
- Hahnia rossii Brignoli, 1977
- Hahnia saccata Zhang, Li & Zheng, 2011
- Hahnia sanjuanensis Exline, 1938
- Hahnia schubotzi Strand, 1913
- Hahnia sexoculata Ponomarev, 2009
- Hahnia sibirica Marusik, Hippa & Koponen, 1996
- Hahnia simoni Mello-Leitão, 1919
- Hahnia sirimoni Benoit, 1978
- Hahnia spasskyi Denis, 1958
- Hahnia spinata Benoit, 1978
- Hahnia subcorticicola Liu, Huang & Zhang, 2015
- Hahnia submaginii Zhang, Li & Zheng, 2011
- Hahnia subsaccata Huang & Zhang, 2017
- Hahnia tabulicola Simon, 1898
- Hahnia tanikawai Suguro, 2015
- Hahnia tatei (Gertsch, 1934)
- Hahnia thorntoni Brignoli, 1982
- Hahnia thymorum Emerit & Ledoux, 2014
- Hahnia tikaderi Brignoli, 1978
- Hahnia tortuosa Song & Kim, 1991
- Hahnia tuybaana Barrion & Litsinger, 1995
- Hahnia ulyxis Brignoli, 1974
- Hahnia upembaensis Bosmans, 1986
- Hahnia vangoethemi Benoit, 1978
- Hahnia vanwaerebeki Bosmans, 1987
- Hahnia veracruzana Gertsch & Davis, 1940
- Hahnia wangi Huang & Zhang, 2017
- Hahnia weiningensis Huang, Chen & Zhang, 2018
- Hahnia yakouensis Chen, Yan & Yin, 2009
- Hahnia zhejiangensis Song & Zheng, 1982
- Hahnia zhui Zhang & Chen, 2015
- Hahnia zhuyifani Lin & Li, 2024
- Hahnia zodarioides (Simon, 1898)

## Systématique et taxinomie
Ce genre a été décrit par C. L. Koch en 1841.
Scotussa Simon, 1898, préoccupé par Scotussa Giglio-Tos, 1894, remplacé par Simonida, a été placé en synonymie par Lehtinen en 1967.
Hahnistea et Unzickeria ont été placés en synonymie par Opell et Beatty en 1976.
Hahniops a été placé en synonymie par Bosmans en 1980.
Muizenbergia a été placé en synonymie par Bosmans en 1992.

## Publication originale
- C. L. Koch, 1841 : Die Arachniden. Nürnberg, vol. 9, p. 1-56 (texte intégral).